# Caroline Behrends
Ernestine Wilhelmine Caroline Behrends, geb. Meinecke (* 11. Juni 1801 in Rätzlingen; † nach 1824), war eine deutsche Schriftstellerin.

## Leben
Behrends kam als Tochter von Johann Conrad Wilhelm Meinecke (1769–1822) zur Welt, der von 1799 bis 1822 in Rätzlingen als Pastor wirkte. Sie heiratete am 20. April 1820 den Lehrer Ernst Christoph Wilhelm Behrends.
Sie veröffentlichte erstmals mehrere Gedichte und zwei Sonette in der Abend-Zeitung. Die Gedichte erschienen mit weiteren Dichtungen 1820 gesammelt im Band Veilchen bei Rubach in Magdeburg. Die Kritik sah die Gedichte als Werke einer „anspruchslosen, aber freundlichen, gemüthvollen, mit Talent und Bildung begabten Dichterin“ an und lobte ihre Lyrik für ihre religiöse Empfindung. In Friedrich Wilhelm Gubitz’ Gesellschafter folgten 1822 die Erzählung Des Menschens Wege sind nicht Gottes Wege und 1823 die Erzählung Jutta, des Kaisers Tochter, die in mehreren Folgen abgedruckt wurde.

## Werke
- Das Unnennbare; Die Passionsblume. Zwei Sonette. In: Abend-Zeitung, Nr. 298, 1819.
- Veilchen. Gedichte. Rubach, Magdeburg 1820.
- Des Menschens Wege sind nicht Gottes Wege. Erzählung. In: Der Gesellschafter, Nr. 18/29, 1822.
- Jutta, des Kaisers Tochter. Erzählung. In: Der Gesellschafter, Nr. 46–49, 1823.
- Johanna Gray. Gedicht. In: Beyspiele des Guten. 4. Theil. Steinkopf, Stuttgart 1824.